# Baru Pelepat
Baru Pelepat is een bestuurslaag in het regentschap Bungo van de provincie Jambi, Indonesië. Baru Pelepat telt 1411 inwoners (volkstelling 2010).